# Bildspel
Ett bildspel är en serie bilder som visas efter varandra. De kan användas för en föreläsning eller som konst.
Om ett bildspel ska kunna ses av många samtidigt, exempelvis vid ett anförande, så används en projektor. Bildspel kan sättas ihop med presentationsprogram som till exempel Powerpoint.